# Joho (Dagangan)
Joho is een bestuurslaag in het regentschap Madiun van de provincie Oost-Java, Indonesië. Joho telt 2529 inwoners (volkstelling 2010).